# Blamage
Blamage [blaˈmaːʒə] bezeichnet eine „peinliche Beschämung“ oder steht für „Bloßstellung“, „Kompromittierung“, „Peinlichkeit“.

## Etymologie
Das Wort Blamage stammt aus der deutschen Studentensprache in der zweiten Hälfte des 18. Jahrhunderts. Es wurde in der Bedeutung „Beschämung, Schande“ aus dem französischen blâmer („tadeln“) neu gebildet. Es handelt sich also nicht um eine Entlehnung, sondern um einen Scheingallizismus. Das französische blâmer geht auf das lateinische blasphemare „lästern“, „schmähen“ zurück. Das davon abgeleitete Verb „blamieren“ wird im deutschen Sprachraum bereits seit dem 17. Jahrhundert verwendet und bedeutete entsprechend seiner französischen Vorlage zunächst „schmähen, beschimpfen“, seit dem 19. Jahrhundert dann „bloßstellen, beschämen“. Das Adjektiv „blamabel“ für „beschämend“ ist seit Mitte des 19. Jahrhunderts in Gebrauch.
Eine Momentaufnahme ist die fixierte Blamage einer unvorsichtigen Bewegung, eines schiefen Lächelns, einer sorgsam versteckten Beobachtung … Plötzlich ist alles am Tage.
(Kurt Tucholsky, in Ein Bild sagt mehr als tausend Worte, 1926)
Das deutsche Wort Bloßstellung verweist auf das nackte Zurschaustellen des Betreffenden in seiner Blöße (Nacktheit) vor anderen Personen.